# جيمس روب تشرتش
جيمس روب تشرتش (بالإنجليزية: James Robb Church)‏ هو عسكري أمريكي، ولد في 1866 في شيكاغو في الولايات المتحدة، وتوفي في 18 مايو 1923.